# 1995 BH4
1995 BH4 är en asteroid i huvudbältet som upptäcktes den 28 januari 1995 av de båda japanska astronomerna Seiji Ueda och Hiroshi Kaneda i Kushiro.